# Eulithis schwederi
Eulithis schwederi är en fjärilsart som beskrevs av Teich 1908. Eulithis schwederi ingår i släktet Eulithis och familjen mätare. Inga underarter finns listade i Catalogue of Life.